# Aeromarine 700
L'Aeromarine 700 est un hydravion bombardier-torpilleur expérimental triplace de la Première Guerre mondiale.
C’est en 1917 que la firme Aeromarine lança l’étude d’un biplan classique de grande taille monté sur deux flotteurs pour étudier la possibilité de lancer des torpilles depuis un aéronef. Deux exemplaires seulement furent construits [A142/143] pour l’US Navy avec un moteur Aeromarine 6 de 90/100 ch.